# Oscarverleihung 1973
Übersicht aller ausgezeichneten Filme

◄◄ | ◄ | 1969 | 1970 | 1971 | 1972 | Oscarverleihung 1973 | 1974 | 1975 | 1976 | 1977 | ► | ►►

Weitere Ereignisse
Die Oscarverleihung 1973 fand am 27. März 1973 im Dorothy Chandler Pavilion in Los Angeles statt. Es waren die 45th Annual Academy Awards. Im Jahr der Auszeichnung werden immer Filme des vergangenen Jahres ausgezeichnet, in diesem Fall also die Filme des Jahres 1972.
| Film                                | N  | A |
| ----------------------------------- | -- | - |
| Cabaret                             | 10 | 8 |
| Der Pate                            | 10 | 3 |
| Die Höllenfahrt der Poseidon        | 8  | 1 |
| Lady Sings the Blues                | 5  | 0 |
| Emigranten                          | 4  | 0 |
| Das Jahr ohne Vater                 | 4  | 0 |
| Mord mit kleinen Fehlern            | 4  | 0 |
| Reisen mit meiner Tante             | 4  | 1 |
| Beim Sterben ist jeder der Erste    | 3  | 0 |
| Der junge Löwe                      | 3  | 0 |
| Schmetterlinge sind frei            | 3  | 1 |
| Bill McKay – Der Kandidat           | 2  | 1 |
| Der diskrete Charme der Bourgeoisie | 2  | 1 |
| Peter und Tillie                    | 2  | 0 |
| Pferdewechsel in der Hochzeitsnacht | 2  | 0 |

## Moderation
Carol Burnett, Michael Caine, Charlton Heston und Rock Hudson führten als Moderatoren durch die Oscarverleihung. 

## Gewinner und Nominierungen

### Bester Film
präsentiert von Clint Eastwood
Der Pate (The Godfather) – Albert S. Ruddy
Beim Sterben ist jeder der Erste (Deliverance) – John Boorman
Cabaret – Cy Feuer
Das Jahr ohne Vater (Sounder) – Robert B. Radnitz
Emigranten (Utvandrarna) – Bengt Forslund

### Beste Regie
präsentiert von Julie Andrews und George Stevens
Bob Fosse – Cabaret
John Boorman – Beim Sterben ist jeder der Erste (Deliverance)
Francis Ford Coppola – Der Pate (The Godfather)
Joseph L. Mankiewicz – Mord mit kleinen Fehlern (Sleuth)
Jan Troell – Emigranten (Utvandrarna)

### Bester Hauptdarsteller

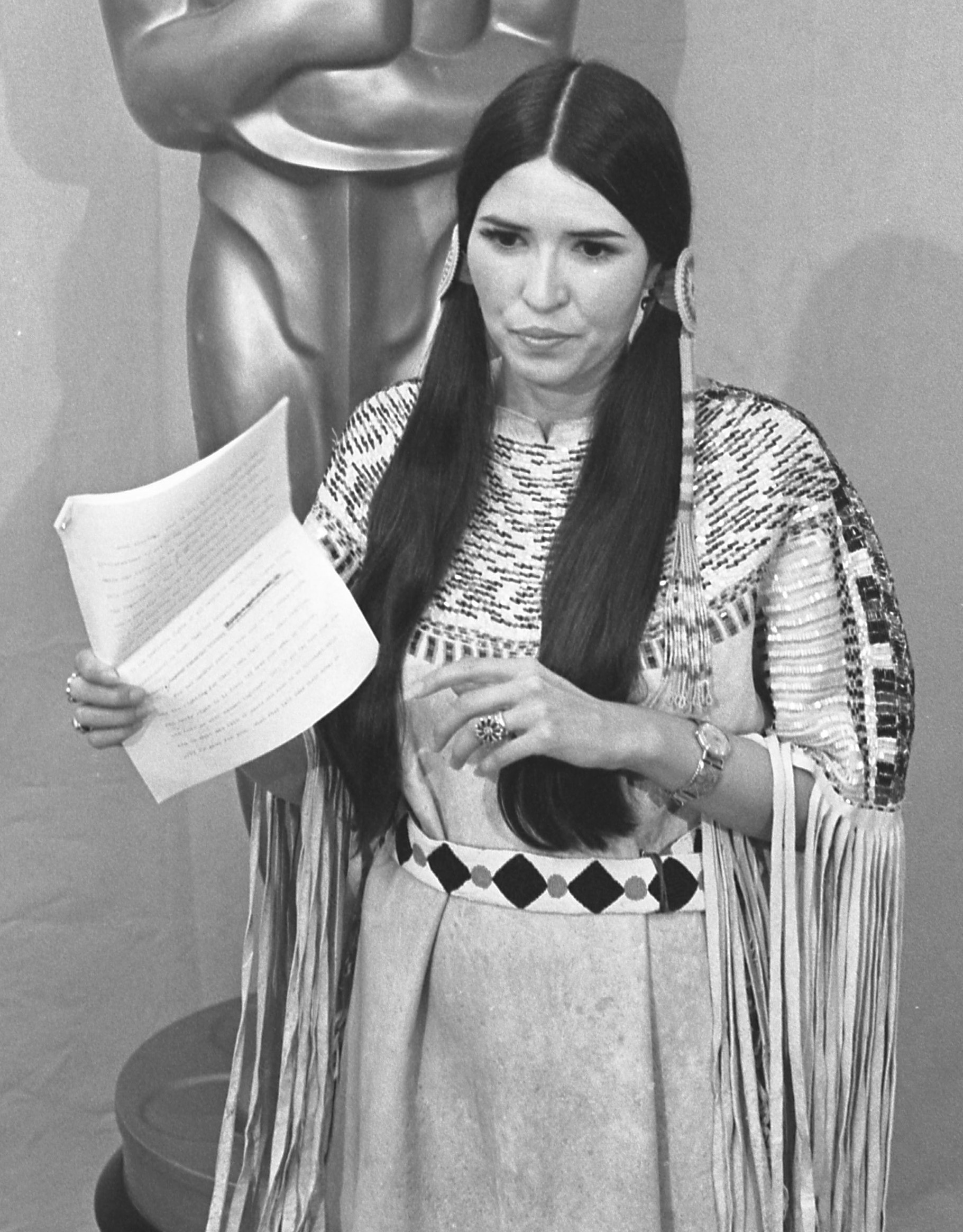
Sacheen Littlefeather bei der Oscarverleihung 1973

präsentiert von Roger Moore und Liv Ullmann
Marlon Brando – Der Pate (The Godfather)
Michael Caine – Mord mit kleinen Fehlern (Sleuth)
Peter O’Toole – The Ruling Class
Laurence Olivier – Mord mit kleinen Fehlern (Sleuth)
Paul Winfield – Das Jahr ohne Vater (Sounder)
Brando lehnte die Annahme des Preises ab und sandte die indianische Aktivistin Sacheen Littlefeather zur Veranstaltung.

### Beste Hauptdarstellerin
präsentiert von Gene Hackman und Raquel Welch
Liza Minnelli – Cabaret
Diana Ross – Lady Sings the Blues
Maggie Smith – Reisen mit meiner Tante (Travels with My Aunt)
Cicely Tyson – Das Jahr ohne Vater (Sounder)
Liv Ullmann – Emigranten (Utvandrarna)

### Bester Nebendarsteller
präsentiert von James Coburn und Diana Ross
Joel Grey – Cabaret
Eddie Albert – Pferdewechsel in der Hochzeitsnacht (The Heartbreak Kid)
James Caan – Der Pate (The Godfather)
Robert Duvall – Der Pate (The Godfather)
Al Pacino – Der Pate (The Godfather)

### Beste Nebendarstellerin
präsentiert von Robert Duvall und Cloris Leachman
Eileen Heckart – Schmetterlinge sind frei (Butterflies Are Free)
Jeannie Berlin – Pferdewechsel in der Hochzeitsnacht (The Heartbreak Kid)
Geraldine Page – Peter und Tillie (Pete ’n’ Tillie)
Susan Tyrrell – Fat City
Shelley Winters – Die Höllenfahrt der Poseidon (The Poseidon Adventure)

### Bestes adaptiertes Drehbuch
präsentiert von Jack Lemmon
Francis Ford Coppola, Mario Puzo – Der Pate (The Godfather)
Jay Presson Allen – Cabaret
Lonne Elder III – Das Jahr ohne Vater (Sounder)
Julius J. Epstein – Peter und Tillie (Pete ’n’ Tillie)
Bengt Forslund, Jan Troell – Emigranten (Utvandrarna)

### Bestes Original-Drehbuch
präsentiert von Jack Lemmon
Jeremy Larner – Bill McKay – Der Kandidat (The Candidate)
Luis Buñuel, Jean-Claude Carrière – Der diskrete Charme der Bourgeoisie (Le Charme discret de la Bourgeoisie)
Chris Clark, Suzanne de Passe, Terence McCloy – Lady Sings the Blues
Carl Foreman – Der junge Löwe (Young Winston)
Louis Malle – Herzflimmern (Le Souffle au coeur)

### Beste Kamera
präsentiert von Candice Bergen und Billy Dee Williams
Geoffrey Unsworth – Cabaret
Charles Lang – Schmetterlinge sind frei (Butterflies Are Free)
Douglas Slocombe – Reisen mit meiner Tante (Travels with My Aunt)
Harold E. Stine – Die Höllenfahrt der Poseidon (The Poseidon Adventure)
Harry Stradling junior – 1776 – Rebellion und Liebe (1776)

### Bestes Szenenbild
präsentiert von Greer Garson und Laurence Harvey
Hans-Jürgen Kiebach, Herbert Strabel, Rolf Zehetbauer – Cabaret
Reg Allen, Carl Anderson – Lady Sings the Blues
Don Ashton, Geoffrey Drake, John Graysmark, William Hutchinson, Peter James – Der junge Löwe (Young Winston)
John Box, Robert W. Laing, Gil Parrondo – Reisen mit meiner Tante (Travels with My Aunt)
Raphael Bretton, William J. Creber – Die Höllenfahrt der Poseidon (The Poseidon Adventure)

### Bestes Kostümdesign
präsentiert von Marisa Berenson und Michael Caine
Anthony Powell – Reisen mit meiner Tante (Travels with My Aunt)
Ray Aghayan, Norma Koch, Bob Mackie – Lady Sings the Blues
Anna Hill Johnstone – Der Pate (The Godfather)
Anthony Mendleson – Der junge Löwe (Young Winston)
Paul Zastupnevich – Die Höllenfahrt der Poseidon (The Poseidon Adventure)

### Bester Schnitt
präsentiert von John Gavin und Katharine Ross
David Bretherton – Cabaret
Fred W. Berger, Frank P. Keller – Vier schräge Vögel (The Hot Rock)
Harold F. Kress – Die Höllenfahrt der Poseidon (The Poseidon Adventure)
Tom Priestley – Beim Sterben ist jeder der Erste (Deliverance)
William H. Reynolds, Peter Zinner – Der Pate (The Godfather)

### Bester Ton
präsentiert von Eddie Albert und Edward Albert
David Hildyard, Robert Knudson – Cabaret
Gene Cantamessa, Richard Portman – Bill McKay – Der Kandidat (The Candidate)
Charles Grenzbach, Christopher Newman, Richard Portman – Der Pate (The Godfather)
Charles T. Knight, Arthur Piantadosi  – Schmetterlinge sind frei (Butterflies Are Free)
Herman Lewis, Theodore Soderberg – Die Höllenfahrt der Poseidon (The Poseidon Adventure)

### Beste Filmmusik (Original Dramatic Score)
präsentiert von Dyan Cannon und Burt Reynolds
Charlie Chaplin, Ray Rasch, Larry Russell – Rampenlicht (Limelight)
John Addison – Mord mit kleinen Fehlern (Sleuth)
Buddy Baker – Flucht in die Wildnis (Napoleon and Samantha)
John Williams – Die Höllenfahrt der Poseidon (The Poseidon Adventure)
John Williams – Spiegelbilder (Images)

### Beste Filmmusik (Original Song Score)
präsentiert von Dyan Cannon und Burt Reynolds
Ralph Burns – Cabaret
Gil Askey – Lady Sings the Blues
Laurence Rosenthal – Der Mann von La Mancha (Man of La Mancha)

### Bester Song
präsentiert von Sonny Bono und Cher
„The Morning After“ aus Die Höllenfahrt der Poseidon (The Poseidon Adventure) – Joel Hirschhorn, Al Kasha
„Ben“ aus Ben – Don Black, Walter Scharf
„Come Follow, Follow Me“ aus Wenn die Deiche brechen (The Little Ark) – Fred Karlin, Marsha Karlin
„Marmalade, Molasses & Honey“ aus Das war Roy Bean (The Life and Times of Judge Roy Bean) – Alan Bergman, Marilyn Bergman, Maurice Jarre
„Strange Are the Ways of Love“ aus The Stepmother – Sammy Fain, Paul Francis Webster

### Bester animierter Kurzfilm
präsentiert von Beatrice Arthur und Peter Boyle
A Christmas Carol – Richard Williams
Kama Sutra Rides Again – Bob Godfrey
Tup Tup – Nedeljko Dragić

### Bester Kurzfilm
präsentiert von Beatrice Arthur und Peter Boyle
Norman Rockwell’s World… An American Dream – Richard Barclay
Frog Story – Ron Satlof, Raynold Gideon
Solo – David Adams

### Bester Dokumentarfilm (Kurzfilm)
präsentiert von Robert Wagner und Natalie Wood
Deze kleine wereld – Charles Huguenot van der Linden, Martina Huguenot van der Linden
Hundertwassers Regentag – Peter Schamoni
K-Z – Giorgio Treves
Selling Out – Tadeusz Jaworski
The Tide of Traffic – Humphrey Swingler

### Bester Dokumentarfilm
präsentiert von Robert Wagner und Natalie Wood
Marjoe – Sarah Kernochan, Howard Smith
Fressen und gefressen werden (Bij de beesten af) – Bert Haanstra
Malcolm X – Arnold Perl, Marvin Worth
Manson – Robert Hendrickson, Laurence Merrick
The Silent Revolution – Eckehard Munck

### Bester fremdsprachiger Film
präsentiert von Elke Sommer und Jack Valenti
Der diskrete Charme der Bourgeoisie (Le Charme discret de la Bourgeoisie), Frankreich – Luis Buñuel
Ani Ohev Otach Rosa, Israel – Moshé Mizrahi
Das neue Land (Nybyggarna), Schweden – Jan Troell
Im Morgengrauen ist es noch still (A sori sdes tichije), Sowjetunion – Stanislaw Iossifowitsch Rostozki
Mein geliebtes Fräulein (Mi querida señorita), Spanien – Jaime de Armiñán

## Ehrenpreise

### Ehrenoscar
Charles S. Boren
Edward G. Robinson

### Special Achievement Award
L. B. Abbott, A. D. Flowers für die besten visuellen Effekte in Die Höllenfahrt der Poseidon (The Poseidon Adventure)

### Jean Hersholt Humanitarian Award
Rosalind Russell

### Academy Award of Merit
nominiert, jedoch nicht ausgezeichnet:
Andrew Lloyd Webber, Herbert W. Spencer, André Previn

### Scientific and Engineering Award
Joseph E. Bluth
Edward H. Reichard, Howard T. LaZare, Edward Efron
Panavision, Inc.

### Technical Achievement Award
Photo Research Division of Kollmorgen Corp., PSC Technology Inc., Acme Products Division
Carter Equipment Co., Inc., Ramtronics
David J. Degenkolb, Harry Larson, Manfred Michelson, Fred Scobey
Jiro Mukai, Ryusho Hirose, Wilton R. Holm
Philip V. Palmquist, Leonard L. Olson, Frank P. Clark
E. H. Geissler, G. M. Berggren